# A555
A555 är en motorväg i Tyskland som går mellan Köln och Bonn. Den är den första riktiga motorvägen i Tyskland och byggdes mellan 1929 och 1932. Motorvägen invigdes den 6 augusti 1932. AVUS invigdes dock redan 1921 men denna var avsedd även som racerbana. Vägen kallas för Köln-Bonner Autobahn.

## Historia
Vägen invigdes den 6 augusti 1932 av dåvarande borgmästaren i Köln, Konrad Adenauer. Vägen hade då två körfält i vardera riktningen och korsningarna var planskilda. Kort innan vägen öppnad så infördes det en förordning som förbjöd till exempel parkering på vägsträckan. Anledningen att man byggde vägen var att bilarnas hastighet ökade snabbt samt att arbetslösheten var hög. I och med att man byggde vägen så underlättade man resande mellan Düsseldorf och Bonn. Vägen var endast motorvägsklassificerad i ett halvår, sedan så klassade Adolf Hitlers regering ned vägen till vanlig väg, då man själv ville ta äran av att ha byggt den första motorvägen i Tyskland. Vägen blev motorväg igen först den 1 april 1958. Vägen breddades mellan 1964 och 1966 från fyra filer till sex filer. Vägen hade före breddningen ingen mittbarriär utan endast en bred mittlinje. Vägen byggdes för att klara farter uppemot 120 km/h. När vägen skulle öppnas så anordnade ADAC en tävling så att man fick betala 5 riksmark. I tävlingen ställde 2 000 förare upp. Vägen öppnades den 8 augusti 1932 för trafik. När vägen öppnade så åkte 4 000 fordon dagligen på vägen. Idag är det runt 80 000 bilar som trafikerar vägen. När nummersystem för motorvägar ändrades år 1974 i Västtyskland, så att huvudvägarna fick nummer mellan A1-A9, A10-A99 användes för regionala motorvägar och numren A100-A999 användes för lokala motorvägar, så ändrades vägens nummer från A72 till A555.

## Diplomatracerbanan
När huvudstaden låg i Bonn användes vägen flitigt av regeringen. En del av regeringen bodde i Köln, vilket gjorde att den använde vägen. Vägen användes även då diplomater kom på besök. Vägen hade på den tiden fri fart, vilket gjorde att regeringsfordonen körde relativt snabbt, då deras fordon hade var betydligt bättre än befolkningens. Det gjorde att motorvägen kom att kallas Diplomatracerbanan (Diplomatenrennbahn) på grund av alla regeringsfordon som körde om i hög fart.

## Vägbeskrivning
Vägen, som är 20 km lång börjar i Verteilerkreis Köln och går via Kreuz Köln-Süd (där den korsar A4) via Wesseling och Kreuz Bonn-Nord (där den korsar A565) till slutpunkten i Verteilerkreis Bonn.

## Trafikplatser
|  | Nummer | Skyltning                | Distrikt/Stad    | Förbundsland        |
|  | ------ | ------------------------ | ---------------- | ------------------- |
|  | 1      | Verteilerkreis Köln E 40 | Köln             | Nordrhein-Westfalen |
|  | 2      | Korsning Köln-Süd        | Köln             | Nordrhein-Westfalen |
|  | 3      | Rodenkirchen             | Köln             | Nordrhein-Westfalen |
|  | 4      | Godorf                   | Köln             | Nordrhein-Westfalen |
|  | 5a     | Wesseling                | Rhein-Erft-Kreis | Nordrhein-Westfalen |
|  |        | Im Eichkamp              | Rhein-Sieg-Kreis | Nordrhein-Westfalen |
|  | 5b     | Bornheim                 | Rhein-Sieg-Kreis | Nordrhein-Westfalen |
|  | 6      | Korsning Bonn-Nord       | Bonn             | Nordrhein-Westfalen |
|  | 7      | Verteilerkreis Bonn      | Bonn             | Nordrhein-Westfalen |